# Ауелбаева, Сабира Кисаевна
Сабира Кисаевна Ауелбаева — советский хозяйственный, государственный и политический деятель.

## Биография
Родилась в 1941 году в Алма-Атинской области. Член КПСС.
С 1959 года — на хозяйственной, общественной и политической работе. В 1959—1996 гг. — вязальщица Алма-Атинского трикотажного объединения имени Ф. Э. Дзержинского.
Лауреат Государственной премии СССР за большой личный вклад в дело увеличения выпуска и улучшения качества товаров народного потребления 1982 года и Государственной премии Казахской ССР.
Делегат XXVII съездов КПСС.
Жила в Алма-Ате.

## Награды и звания
- Орден «Знак Почёта» (1971, 12.05.1977)
- Орден Трудовой Славы 2 степени (02.07.1984)
- Орден Трудовой Славы 3 степени (21.04.1975)